# Caius Claudius Canina
Pour les articles homonymes, voir Claudius et Canina.
Caius Claudius Canina est un homme politique romain du début du IIIe siècle av. J.-C., consul en 285 et 273 av. J.-C.

## Famille
Il est membre de la gens patricienne des Claudii et pourrait appartenir à la branche des Claudii Marcelli. Sa filiation donnée par les Fastes capitolins correspond en effet à celle de Marcus Claudius Marcellus, consul en 287 av. J.-C. et qui pourrait être son frère. Il serait alors le fils de Marcus Claudius Marcellus, consul en 331 av. J.-C. Son nom complet est Caius Claudius M.f. C.n. Canina.

## Biographie

### Premier consulat (285)
Il est consul en 285 av. J.-C. avec Marcus Aemilius Lepidus pour collègue. C'est peut-être durant leur consulat que les Romains lancent des opérations contre Volsinies et contre les Lucaniens, ces derniers étant attaqués afin de porter secours aux habitants de Thurium.

### Second consulat (273)
Caius Claudius est consul une deuxième fois en 273 av. J.-C. avec Caius Fabius Licinus pour collègue. Caius Claudius obtient l'honneur de célébrer un triomphe pour ses victoires sur les Lucaniens, les Samnites et peut-être les Bruttiens.

### Tribunat militaire (264)
Il est possible qu'il puisse être le tribun militaire qui est envoyé en 264 av. J.-C. par le consul Appius Claudius Caudex en avant de l'armée pour attaquer Messana. La garnison carthaginoise se retire de la ville et Appius Claudius s'en empare avec les Mamertins pour alliés.